# Rio Grande Valley Vipers 2019-2020
La stagione 2019-20 dei Rio Grande Valley Vipers fu la 13ª nella NBA D-League per la franchigia.
I Rio Grande Valley Vipers al momento dell'interruzione della stagione a causa della pandemia da COVID-19, erano quarti nella Southwest Division con un record di 15-27.

## Roster
| N° | Naz.                   | Ruolo | Sportivo               | Anno | Alt. | Peso |
| -- | ---------------------- | ----- | ---------------------- | ---- | ---- | ---- |
| 0  | Stati Uniti (bandiera) | G     | Jacobi Boykins         | 1995 | 198  | 82   |
| 1  | Stati Uniti (bandiera) | A     | Jabari Brown           | 1992 | 193  | 92   |
| 3  | Stati Uniti (bandiera) | G     | Chris Clemons          | 1997 | 175  | 82   |
| 4  | Stati Uniti (bandiera) | G     | Sindarius Thornwell    | 1994 | 193  | 98   |
| 5  | Australia (bandiera)   | G     | William McDowell-White | 1998 | 196  | 84   |
| 7  | Stati Uniti (bandiera) | A     | Jaron Blossomgame      | 1993 | 198  | 100  |
| 8  | Australia (bandiera)   | A     | Matur Maker            | 1998 | 211  | 93   |
| 10 | Stati Uniti (bandiera) | A     | Jarell Martin          | 1994 | 208  | 108  |
| 11 | Camerun (bandiera)     | A     | Roger Moute a Bidias   | 1995 | 198  | 93   |
| 11 | Stati Uniti (bandiera) | G     | Shawn Occeus           | 1997 | 193  | 95   |
| 11 | Stati Uniti (bandiera) | A     | Ronshad Shabazz        | 1996 | 191  | 98   |
| 12 | Stati Uniti (bandiera) | G     | Kerwin Roach           | 1996 | 193  | 82   |
| 13 | Porto Rico (bandiera)  | G     | Ángel Rodríguez        | 1992 | 180  | 82   |
| 21 | Stati Uniti (bandiera) | G     | Michael Frazier        | 1994 | 193  | 91   |
| 22 | Stati Uniti (bandiera) | A     | Jarred Vanderbilt      | 1999 | 206  | 97   |
| 24 | Stati Uniti (bandiera) | G     | Daeshon Francis        | 1996 | 193  | 95   |
| 24 | Stati Uniti (bandiera) | G     | Isaiah Taylor          | 1994 | 188  | 77   |
| 26 | Stati Uniti (bandiera) | A     | Ray Spalding           | 1997 | 206  | 102  |
| 42 | Stati Uniti (bandiera) | GA    | William Howard         | 1993 | 203  | 94   |
| 44 | Stati Uniti (bandiera) | G     | Brandon Sampson        | 1997 | 196  | 83   |
| 55 | Germania (bandiera)    | A     | Isaiah Hartenstein     | 1998 | 213  | 102  |
|    | Stati Uniti (bandiera) | A     | Gary Clark             | 1994 | 203  | 102  |

## Staff tecnico
- Allenatore: Mahmoud Abdelfattah
- Vice-allenatori: Devan Blair, Osama Daghles, Antoine Broxsie